# Naissance en 1128
Naissance
- 1124
- 1125
- 1126
- 1127
- 1128
- 1129
- 1130
- 1131
- 1132

Cette page dresse une liste de personnalités nées au cours de l'année 1128 :
- 18 février : Étienne de Tournai, homme de lettres et juriste. Abbé de Sainte-Geneviève à Paris, évêque de Tournai.

- Absalon, ecclésiastique et homme d’État danois.
- Taira no Norimori, jeune demi-frère de Taira no Kiyomori et le beau-père de Fujiwara no Naritsune.
- Laurent O’Toole, archevêque de Dublin.
- Rûzbehân, mystique soufi, poète et philosophe perse.
- Marguerite de Navarre, reine de Sicile.

## Crédit d'auteurs
- Cet article est partiellement ou en totalité issu de l'article intitulé « 1128 » (voir la liste des auteurs).